# Massacre de Hamam al-Alil
Le massacre de Hamam al-Alil a lieu les 28, 29 et 30 octobre 2016, lors de la seconde guerre civile irakienne. Ces tueries sont commises par les djihadistes au cours de la bataille de Mossoul.

## Déroulement
Le 17 octobre 2016, l'armée irakienne engage la bataille de Mossoul et se rapproche de la petite ville de Hamam al-Alil, située à une quinzaine de kilomètres au sud-est de Mossoul,. Le 19 octobre, alors que les troupes irakiennes se rapprochent, les djihadistes rassemblent plusieurs milliers d'habitants des villages situés aux environs de Hamam al-Alil et les conduisent de force, à pied, vers Mossoul et Tall Afar. En chemin, les hommes de l'EI séparent les anciens policiers des civils.
Selon des témoignages recueillis par Human Rights Watch, les exécutions ont lieu fin octobre. Selon un paysan, le 28 octobre, à 8 heures du matin, les djihadistes entassent 100 à 125 hommes dans quatre camions, qui sont ensuite conduit près du collège agricole où les captifs sont exécutés par balles. La nuit suivante, 130 à 145 hommes sont chargés dans les mêmes camions, puis également exécutés. Le paysan affirme avoir reconnu d'anciens policiers parmi les victimes, avant d'entendre les rafales d'armes automatiques et les cris. Un autre témoin, habitant à 250 mètres du lieu du massacre, affirme de son côté avoir entendu des fusillades pendant trois matinées d'affilée, les 28, 29 et 30 octobre,.
Les corps sont enterrés dans une fosse commune, d'environ 50 mètres sur 100, à la périphérie du village, sur un terrain d'entraînement militaire derrière un campus d'un ancien collège agricole, détruit par la coalition pour avoir servi de base aux djihadistes,.
Le 7 novembre, la 15e division irakienne (en) reprend le contrôle de Hamam al-Alil et découvre le charnier,,,. Une délégation du gouvernement de Bagdad visite le site le 9 novembre. Elle déclare que la fosse commune contient 100 cadavres, dont au moins 20 visibles depuis la surface. Tous les cadavres visibles avaient les yeux bandés, les mains et les chevilles liées.
Selon l'ONU, 1 500 familles de Hamam al-Alil auraient été rassemblées à l'aéroport de Mossoul le 4 novembre, afin de servir de boucliers humains.